# البهائية في بوتسوانا
بدأت البهائية في بوتسوانا بعد أن كتب عبد البهاء، زعيم الديانة البهائية آنذاك، رسائل تشجع على نقل الديانة إلى أفريقيا في عام 1916. وصل الرواد البهائيون الأوائل إلى بوتسوانا في حوالي شهر أكتوبر عام 1954، حيث أصبحوا أصدقاء للعديد من الأفارقة. أُجريت أول انتخابات للجمعية الروحية الوطنية البهائية في بوتسوانا في عام 1970. تشير إحصاءات التعداد الوطني لعام 2001 إلى وجود ما يقرب من 700 بهائي. ومع ذلك، تشير تقديرات جمعية أرشيف بيانات الأديان إلى وجود نحو 16500 بهائي في بوتسوانا اعتباراً من عام 2010.

## المرحلة المبكرة

### ألواح عبد البهاء للخطة الإلهية
كتب عبد البهاء سلسلة من الرسائل، أو الألواح، إلى أتباع الدين في الولايات المتحدة في عامي 1916 و1917؛ وقد تم تجميع هذه الرسائل معًا في كتاب ألواح الخطة الإلهية. وقد ذكرت اللوحين الثامنة والثانية عشرة أفريقيا، وكتبتا في 19 أبريل/نيسان 1916 و15 فبراير/شباط 1917 على التوالي. لكن نشر الكتاب تأخر في الولايات المتحدة حتى عام 1919 ـ بعد نهاية الحرب العالمية الأولى ووباء الإنفلونزا الإسبانية. وقد تمت ترجمة هذه الألواح وتقديمها من قبل ميرزا أحمد سهراب في 4 أبريل 1919، ونشرت في مجلة نجم الغرب في 12 ديسمبر 1919. يذكر عبد البهاء سفر البهائيين ". وخاصة من أمريكا إلى أوروبا وأفريقيا وآسيا وأستراليا، ويسافرون عبر اليابان والصين. وبالمثل، قد يسافر المعلمون والمؤمنون من ألمانيا إلى قارات أمريكا وأفريقيا واليابان والصين؛ باختصار، قد يسافرون عبر جميع قارات وجزر العالم" و". قد يمنح نشيد وحدة عالم البشرية حياة جديدة لجميع أبناء البشر، وينصب مسكن السلام العالمي على قمة أمريكا؛ وهكذا قد تنبض أوروبا وأفريقيا بالحياة بنسمات الروح القدس، وقد يصبح هذا العالم عالمًا آخر، وقد يصل الجسم السياسي إلى نشوة جديدة."

### تأسيس المجتمع
وصلت الديانة إلى المنطقة خلال نهاية عهد محمية بيتشوانالاند، الدولة الاستعمارية السابقة، تحت اتحاد جنوب أفريقيا. في عام 1953، خطط شوقي أفندي، رئيس الدين بعد وفاة عبد البهاء، لخطة تعليمية دولية أطلق عليها اسم الحملة العشرية. خلال الخطة انتقل الرواد إلى العديد من البلدان بما في ذلك بوتسوانا من أماكن مختلفة. كان ذلك خلال فترة من النمو الواسع النطاق للدين في جميع أنحاء أفريقيا جنوب الصحراء الكبرى بالقرب من نهاية فترة استعمار أفريقيا. تم تكليف الجمعية الوطنية الإيرانية التي كانت لا تزال تعمل آنذاك بهدف إنشاء حضور بهائي في بيتشوانالاند. ومع ذلك، بحلول نوفمبر 1953، شهد الوافدون الجدد من أمريكا ثم في جنوب أفريقيا وصول جون وأودري روبرتس وابنه باتريك وابنته نينا من كندا الذين تم مساعدتهم في الوصول إلى مافيكينج (ثم في بيتشوانالاند) كرواد بهائيين حيث وصلوا بحلول أكتوبر 1954 وتم الاعتراف بهم كأول بهائيين في البلاد وحصلوا على لقب فارس بهاء الله من رئيس الدين آنذاك، شوقي أفندي. بحلول عام 1963 كان هناك جمعيتان؛ سبع مجموعات، وعضو واحد معزول. انضم آل روبرتس إلى الدين في عام 1938، وعندما تم تشكيل أول جمعية روحية وطنية في كندا في عام 1948، تم انتخاب جون رئيسًا، وهو المنصب الذي شغله حتى عام 1953 عندما انتقلوا. في عام 1954، عين موسى بناني جون عضوًا في مجلس الإدارة المساعد، وذهبت العائلة في رحلة حج بهائية. في عام 2005، تذكرت لالي وارين أنه عندما كانت طفلة صغيرة في مافيكينج كان من غير المعتاد أن تلتقي بأشخاص بيض لطيفين معها، لذلك كانت تعتقد أن جميع البيض سيئون. لقد تغير ذلك عندما التقت بعائلة روبرتس. "لم يعاملني آل روبرتس كطفلة سوداء، بل عاملوني كطفلة"، قالت. تذكرت عندما كانت في العاشرة من عمرها وجاءت عائلة روبرتس إلى منزلها لحضور اجتماعات مع والديها، جيمس وستيلا مونشو، أول زوجين محليين يصبحان بهائيين، "لم يتمكنوا من فعل ذلك إلا في الليل، وعندما كانوا يقتربون من المنزل كانوا يشعلون أضواء سيارتهم ويطفئونها ليقولوا، "هل الأمر على ما يرام، هل هو آمن، هل يمكننا المجيء؟". لم تكن هناك كهرباء في المنطقة السوداء خلال تلك الأيام، لذلك كانت والدتي تأخذ فانوسًا وتحمله من خلال النافذة وتلوح به لتقول، "حسنًا، من الآمن أن تأتي". "
أصبحت عائلة روبرتس صديقة لموديري موليما، وهو طبيب يحظى باحترام كبير والرجل الأسود الوحيد الذي سُمح له بالتواصل مع البيض. دعا الدكتور موليما أصدقائه وعائلته لسماع المزيد عن الدين، وأعطى عائلة روبرتس رسائل تعريفية إلى كغوسي (الزعماء التقليديين) في محمية بيتشوانالاند. اعتنق الدكتور موليما الدين لكن لم يتم الإعلان عن انضمامه إليه بسبب المضايقات المحتملة التي تعرض لها بسبب مشاركته السياسية البارزة السابقة. في عام 1955 أصبح قريبه، ستانليك كوكاما، أول مواطن من تسوانا في بيتشوانالاند يعلن اعتناقه للبهائية علنًا. في عام 2005، تذكر كوكاما أنه كان ناشطًا مناهضًا للفصل العنصري، وكان عضوًا في الحزب السياسي الجنوب أفريقي، المؤتمر الوطني الأفريقي، وكان يكره البيض بسبب موقفهم تجاه الأفارقة، لكن ذلك تغير عندما سمع عن الدين البهائي من عائلة روبرتس: "في عام 1955، سمعت عن الدين البهائي ووجدت أن مبادئه هي الحل لتحقيق السلام والوئام للبشرية. أدركت أن البيض والسود كانوا جميعًا عميانًا. لم يروا الحقيقة، ولم تكن لديهم عين الروح. ومن ثم، أصبحت بهائيًا، وتخليت عن الحلول التي صنعها الإنسان للسلام." حاول المؤتمر الوطني الأفريقي استعادة السيد كوكاما لسنوات عديدة دون جدوى. ظلت الشرطة تراقبه حتى بعد أن أصبح بهائياً، لأنهم لم يعتقدوا أنه تخلى عن السياسة الحزبية. خدم السيد كوكاما لاحقًا لسنوات عديدة كعضو في الجمعية الروحية الوطنية للبهائيين في بوفوثاتسوانا وجنوب إفريقيا.
في إبريل 1956 كان الدين البهائي موجودًا بأعداد صغيرة في 15 دولة في جنوب أفريقيا. ولإدارة هذه المجتمعات، تم انتخاب جمعية روحية وطنية إقليمية في جنوب غرب أفريقيا لتغطيتها. في عام 1956 تم انتخاب جون روبرتس لعضويتها.
بحلول أوائل عام 1957، بلغ عدد أفراد المجتمع البهائي ما بين 10 إلى 20 فردًا وأصبح جزءًا من الجمعية الوطنية الإقليمية لجنوب وغرب إفريقيا. بحلول عام 1963 كان هناك جمعيتان؛ سبع مجموعات، وعضو واحد معزول. كانت التجمعات في لوباتسي وماهالابي ومجموعات في جابورون وغانزي وكوبونج ومافيكينج وموليبولول وموروا وسيروي وبهائي وحيد في موينج (بالقرب من تلال تسوابونج ).

## التنمية الوطنية
بعد وفاة شوقي أفندي، أصبح بيت العدل الأعظم المنتخب هو رئيس الدين وبدأ في إعادة تنظيم المجتمعات البهائية في أفريقيا، بما في ذلك بوتسوانا، من خلال فصل المجتمعات الوطنية لتشكيل جمعياتها الوطنية الخاصة من عام 1964 وحتى تسعينيات القرن العشرين. في عام 1967، تم انتخاب الجمعية الإقليمية الجديدة لجنوب وسط أفريقيا، والتي كانت تضم آنذاك بلدان بوتسوانا وملاوي وروديسيا. وكان أعضاؤها هم: ويلارد ماهتونجي، فلورنس فاتح أعظم، إيستر مونشو، إيستر جلاودر، برايان إيمز، إينايت سوهايلي، ليونارد تشيبوزي، هيلين أ. هوب، وجون د. سارجنت الأب. وكان هناك عشرة مندوبين، وستون زائرًا إضافيًا للمؤتمر السنوي الرابع، الذي عقد في سالزبوري، روديسيا.
في عام 1970، التحق بالمدرسة الوطنية الأولى للشباب في بوتسوانا أكثر من ثلاثين شابًا وبالغًا ومعلمًا. بعد الدروس، زار الشباب ثلاث قرى تم ترتيبها مسبقًا من قبل الجمعية الوطنية بموافقة الزعماء المحليين حيث قدموا خطابًا تم استقباله بشكل جيد تم إعداده خصيصًا لهم. وبسبب الاستقبال الذي حظي به الخطاب، تمت دعوتهم إلى ست قرى أخرى من قبل رؤساء تلك القرى، حيث قدموا في النهاية الدين إلى ما يقرب من 700 من الحضور. كما تم تغطية الجولة على الراديو المحلي. وفي وقت لاحق انضم البهائيون الأوائل من البوشمن والكغالاجادي إلى الدين.
لقد حان الوقت لانتخاب الجمعية الروحية الوطنية البهائية في بوتسوانا التي انتخبت في عام 1970. وكان أعضاؤها في إعادة انتخاب عام 1971 هم: ستانلي ماتنج، وإستير مونشو، وإسحاق كجانج، ودينيس ماكيوا، ومورين جروبر، وروبرت ساراسينو، وبوغاتلو فيتو، وجيفري جروبر، وبروير أواجينج.
في أغسطس 1971، أقيمت أول محادثات عامة حول الدين في جابورون وتم بثها عبر إذاعة بوتسوانا حول موضوع "المعتقدات التقليدية الأفريقية ووحدة الديانات العالمية". وأظهر استعراض المجتمع بعد ذلك أن الجمعية الوطنية وخمس جمعيات محلية تم دمجها وتسجيلها لدى الحكومة. وأصبح المجلس الوطني بعد ذلك المالك القانوني للمركز البهائي الوطني. وقد تم إدخال الدين إلى سبعة وستين منطقة وتم إنجاز ترجمات لبعض الكتب البهائية. وقد أرسلت الجمعية الوطنية رسائل حول الدين إلى نحو أربعين زعيمًا على مختلف المستويات. وقد تم زيارة سبعة وخمسين قرية وعقد اجتماعات جماهيرية نتج عنها ذلك. ولم يكن هناك سوى أربعة رواد حاضرين في ذلك الوقت. كانت قرية بونيابيتسي معروفة بأنها تضم أغلبية من البهائيين.
تم انتخاب جمعية محلية مكونة بالكامل من سكان بوشمان لأول مرة في تشاساني في عام 1972. وعندما أعيد انتخابها في عام 1973 كان أعضاؤها: Ci-! جاو، ! 'يا، تيتي، ديولو، كاكا، ماشيبا،ن!! جيه-! نوبو، بابيري، مبالو.

صحراء كالاهاري (باللون العنابي) وحوض كالاهاري (باللون البرتقالي)

أقيمت المدرسة الصيفية الوطنية الأولى في الفترة من 29 ديسمبر إلى 4 يناير 1979-1980، وتبع ذلك مؤتمر إقليمي حول نشر الدين بمشاركة لوباتسي وجوانينج وكاني بالإضافة إلى أعضاء الجمعية الوطنية وأعضاء مجلس الإدارة المساعد في فبراير. في أغسطس 1981، حضر المؤتمر الدولي الأول في بوتسوانا 150 شخصًا من البالغين والأطفال من سبع دول.
في عام 1984، عقد البهائيون في جابورون عددًا قليلًا من الاجتماعات العامة - كان أحدها مخصصًا ليوم الأمم المتحدة وحضره العديد من مسؤولي المدينة، وكان الاجتماع الآخر مع المستشار الزائر هوبر دنبار والذي تم تغطيته أيضًا بواسطة الأخبار التلفزيونية والإذاعية. في عام 1985 تمت دعوة البهائيين لحضور ندوة حول الأديان في جامعة بوتسوانا. اجتمع أكثر من 100 شاب في مؤتمر الشباب الدولي في أغسطس والذي افتتحه نائب رئيس بوتسوانا آنذاك - بيتر مموسي. كان ذلك العام هو العام الذي تم فيه تسليم وعد السلام العالمي الصادر عن بيت العدل الأعظم إلى رئيس بوتسوانا آنذاك، كيت ماسيري بالإضافة إلى ترجمته إلى لغة تسوانا كجزء من الاحتفال الشامل بالعام الدولي للسلام التابع للأمم المتحدة. أظهر استطلاع للوضع الدولي للدين في عام 1987 أنه في حين أن بوتسوانا لديها جمعيات وطنية ومحلية تعترف قانونيًا بالأيام المقدسة البهائية، إلا أن الزواج والإعفاء الضريبي كدين لم يتم الاعتراف به.

### زيارات أيادي القضية
أيادي الأمر هي مجموعة مختارة من البهائيين، تم تعيينهم مدى الحياة، وكانت وظيفتهم الرئيسية نشر وحماية الدين. في مايو 1971، كان أدلبرت مولشليجل، صاحب مبادرة "يد القضية"، أول من قام بجولة في بوتسوانا.
في نوفمبر 1971، قام إينوك أولينغا، وهو من دعاة القضية، بجولة في أنحاء البلاد وزار ثلاثة من أحدث المجتمعات البهائية وأكثرها نشاطًا في بوتسوانا آنذاك - راثولو وبونوابيتسي (كلاهما في منطقة تلال تسوابونغ )، وبالا رود (المعروف أيضًا باسم دينوكوي ). واستعرض فهم الدين بطريقة غير حرفية، وشرح مبادئ الدين مثل وحدة الإنسانية، والوحي التدريجي، وأن الدين كان موجودًا في العديد من البلدان خارج أراضيها على الرغم من حقيقة أن الكتب المدرسية لم تذكر الدين. وفي وقت لاحق ألقى محاضرة عامة بعنوان "الدين البهائي والنظام الاجتماعي" ومقابلة إذاعية في جابورون حيث تناول مجموعة واسعة من المواضيع بدءًا من تعريف كلمة "بهائي" وتاريخ الدين وعلاقته بالمسيحية والصعوبات المتعلقة بالمعايير الاجتماعية في جنوب أفريقيا.
في يونيو 1972، قامت يد القضية روحية خانوم بجولة في البلاد لمدة 20 يومًا تقريبًا. على بعد ساعة سيرًا على الأقدام من قرية سيليبي فيكوي، استقبلتها أم جديدة تحمل طفلًا عمره أسبوع واحد. وفي بعض القرى، بما في ذلك قرية سيليكا، التقت مع معلمين في المدارس المحلية. وهنأت الرواد الذين كانوا متواجدين في الريف بدلاً من التجمع في العاصمة. وفي قرية أخرى تحدثت في كلية لتدريب المعلمين مشيرة إلى التعاليم البهائية بشأن المساواة بين الجنسين وأهمية الأمهات والمعلمات والقضاء على الأمية، ولكن الأمور المتعلقة بالإيمان لا تعتمد على التعلم من الكتب. وفي بونوابيتسي تحدثت عن أهمية الصلاة ومعنى " الله أبها ". وفي مموتلان تناولت موضوع الأحلام المتعلقة بحضرة بهاءالله والباب. ثم انتقلت إلى قرى أخرى وأظهرت استجابات متنوعة للإيمان. في صحراء كالاهاري التقت مع البوشمن عندما انضم عدد قليل منهم إلى الدين حتى الآن على أمل أن يساعدهم الدين في الحفاظ على صفاتهم من اللطف والخير. ثم التقت بالجمعية الوطنية بشكل خاص حول موضوع وجهة النظر البهائية بشأن "التشاور"، وأن الأموال البهائية يجب أن تُنفق على أغراض محددة لنشر الدين. وفي لوباتسي، تحدثت في كلية أخرى لتدريب المعلمين عن أهمية الشباب. وكانت القرية الأخيرة هي قرية جود هوب حيث التقت بأول البهائيين في بوتسوانا - السيد. والسيدة مونشو.
في مارس 1978، قام يد القضية إتش كوليس فيذرستون بجولة في بوتسوانا لمدة أسبوع متحدثًا عن وجهات نظر البهائية حول موضوعات الدين وألقى خطابًا عبر الراديو. في إبريل، عاد جون روبرتس، الذي تم تعيينه مساعدًا للقضية في عام 1957، وزوجته أودري إلى بوتسوانا. قاموا بزيارة العديد من القرى والأصدقاء القدامى وأجريت معهم مقابلات في صحيفة بوتسوانا ديلي نيوز وراديو بوتسوانا.

### قصص فردية
عاشت باولا راث في بوتسوانا في عامي 1972 و1973 مع زوجها السابق ديك جراهام باعتبارهما من رواد البهائية وأدارتا صحيفة صغيرة تسمى بويسانو. كانت مورين بيج سكرتيرة الجمعية الروحية الوطنية للبهائيين في بوتسوانا لسنوات عديدة وكان زوجها جيف جروبر عالم لغوي يدرس لغة معينة من لغات البوشمان. عمل جيف على إنشاء أبجدية مكتوبة للغة البوشمان التي لم يتم تصنيفها أو ترتيبها أبجديًا من قبل قبل العمل مع أحد البوشمان في كالاهاري الذي كان يتحدث لغة تسوانا بطلاقة. تم إجراء الترجمات وفي عام 1973 تم إصدار كتاب الصلوات البهائية (نُشر باسم "Dithapelo tsa Bahāʼí tse di Senotsweng ke Baha'u'llah، Bab le `Abdu'l-Baha،").
كان يوسف مستغيم لاجئًا إيرانيًا منذ عام 1979، واستمر هو وعائلته في دعم الأنشطة البهائية عندما انتقلوا لبضعة أشهر إلى جابورون، بوتسوانا، حوالي عام 1982 قبل الاستقرار في الولايات المتحدة.
عمل دوايت دبليو ألين مستشارًا لتطوير الموظفين في كلية موليبولول للتعليم ووزارة التعليم في بوتسوانا، بينما كان باحثًا مشاركًا في جامعة ولاية فلوريدا في الفترة من 1986 إلى 1988.
كان آش هارتويل أحد المتطوعين الأوائل في فيلق السلام في مناصب مختلفة في أفريقيا ثم عاد إلى الولايات المتحدة. أصبح أحد طلاب دوايت دبليو ألين في إصلاح البرامج التعليمية الجامعية، وتعلم وانضم إلى الديانة البهائية، ثم عاد إلى أفريقيا. وفي النهاية انتقلت عائلته إلى بوتسوانا. وفي أثناء وجوده هناك، أتيحت له الفرصة للتفاعل مع شعب البوشمن في صحراء كالاهاري خلال رحلات موجهة نحو البهائية، وعمل في إدارة برنامج تدريب معلمي التعليم الثانوي لمدة خمس سنوات تقريبًا قبل الانتقال إلى مصر.
كان لالي وارن عضوًا في مجلس المستشارين القاري في أفريقيا من عام 1985 إلى عام 2000 وخدم الدين في العديد من المناصب الأخرى.

### مجموعات نسائية مستدامة
في عام 1975 سافرت سيدتان من روديسيا إلى عدد من الأماكن في البلاد لعقد دروس موسعة حول الدين في عدد من المواقع لتعزيز نشاط المرأة. وانضم إلى الثنائي عدد قليل من الشباب المحليين. في الواقع، في عام 1976، كانت هناك خمسة نوادي للحرف اليدوية للنساء البهائيات تعمل بمساعدة إيران سهيلي من روديسيا. كان هناك اجتماع مستمر في عام 1978 عندما زارتهم مجموعة صغيرة من البهائيين لمدة أسبوع وشجعوهم على تبني هدف التوسع في قرية قريبة.

## المجتمع الحديث
منذ نشأتها، كان للدين دور في التنمية الاجتماعية والاقتصادية بدءًا من منح المزيد من الحرية للنساء، وترويج تعليم الإناث باعتباره أولوية، وقد تم التعبير عن هذه المشاركة عمليًا من خلال إنشاء المدارس والتعاونيات الزراعية والعيادات. ودخل الدين مرحلة جديدة من النشاط عندما صدرت رسالة بيت العدل الأعظم بتاريخ 20 أكتوبر 1983. وحث البهائيين على البحث عن طرق متوافقة مع التعاليم البهائية، والتي يمكنهم من خلالها المشاركة في التنمية الاجتماعية والاقتصادية للمجتمعات التي يعيشون فيها. في عام 1979، كان هناك 129 مشروعًا بهائيًا للتنمية الاجتماعية والاقتصادية معترفًا بها رسميًا في جميع أنحاء العالم. وبحلول عام 1987، ارتفع عدد مشاريع التنمية المعترف بها رسميا إلى 1482 مشروعا.

### مشاريع الشباب
أقيم أول مشروع تعليمي للشباب في بوتسوانا، وأول رحلة تعليمية جماعية للإيمان في ذلك البلد، في أغسطس 1970. سافرت مجموعة تتألف من حوالي 10 إلى 15 شابًا بهائيًا، من بينهم وايت ديكانج، وباتريك ماسيمولولي، وجودفري موروانج، و"تويست" نسيبيسيبي، وروبرت بيترسون، وروبرت ساراسينو، من جابورون جنوبًا إلى المنطقة المحيطة بلوباتسي، وغربًا إلى كاني، وشمالًا إلى موليبولولي، ثم عادت إلى جابورون، حيث أعلنوا ودرّسوا الإيمان في حوالي اثنتي عشرة قرية. في كل قرية تمت زيارتها، كانوا يقتربون من رئيس القرية أو شيخها ويطلبون مخاطبة المجتمعين في كجوتلا الصباحية، وهي محكمة يومية كان يعقدها الرئيس في القرية. وفي جميع الحالات، حظيت هذه المجموعة من الشباب بقبول جيد، وفي كثير من الأحيان كان العرض الأولي يتبعه جلسة حيوية من الأسئلة والمناقشة.
من بين أقدم مشاريع التنمية في بوتسوانا كانت المبادرة المنهجية لمشروع "عام خدمة الشباب" الرئيسي الذي نسق الأنشطة التطوعية مع الجمعيات ذات الاحتياجات المحددة. وقد تم توسيع ذلك من خلال برنامج توجيهي للشباب في الثقافات الأفريقية التقليدية المتنوعة. في هذه الأثناء، تم تقديم اعتراف بعمل الحكومة الوطنية في دعم حقوق الإنسان من قبل الجمعية الوطنية - في حفل الاستقبال السفراء والنواة الدبلوماسية من العديد من البلدان والأمم المتحدة. ودعا ممثل الأمم المتحدة البهائيين بدورهم إلى المشاركة في رعاية احتفالات يوم الأمم المتحدة عام 1988. عُقد مؤتمر دولي للشباب في عام 1989 حضره 120 شخصًا من 13 دولة. في شهر ديسمبر، كان الشباب من ترانسكاي من بين الفرق الموسيقية التي قدمت عروضًا في مهرجان الموسيقى البهائية الدولي في بوتسوانا.
خلال الفترة 1994-1995، كانت معسكرات الشباب تحظى بشعبية خاصة في بوتسوانا حيث أقام المجتمع أول معسكر للشباب في البلاد. لمدة أسبوع، اجتمع الشباب في المعهد البهائي في ماهالابي ودرسوا حياة بهاء الله، والكتاب الأقدس، وبعض تعاليم الدين مثل العفة والزواج، وخلود الروح.
"من يكتب المستقبل؟ ندوة حول قضايا القرن الحادي والعشرين" عُقدت عام ٢٠٠٠ في حرم جامعة بوتسوانا.

### جهود أوسع
في عام 2001، أشاد رئيس بوتسوانا فيستوس موجاي بنشر الكتب البهائية باللغة السيتسوانية الأصلية. كان أحدهما كتابًا للصلوات البهائية في طبعته الثالثة مع ترجمة منقحة والآخر كان الكلمات الخفية لبهاء الله (نُشر باسم "Mafoko aa Subilweng a ga Baháʼu'lláh"). كتاب الصلوات متاح عبر الإنترنت مجانًا.
وأشادت وزيرة الحكم المحلي في بوتسوانا، مارغريت ناشا، بأنشطة المجتمع عندما تحدثت في الاحتفال باليوبيل الذهبي الذي عقد في ديسمبر/كانون الأول 2004.
وكان البهائيون من بوتسوانا من بين الآلاف الذين تجمعوا لحضور مؤتمر إقليمي دعا إليه بيت العدل الأعظم والذي سيعقد في جوهانسبرج بجنوب أفريقيا في نوفمبر 2008.

### فردى
نشأ روبرت سيلفستر كاثوليكيًا في الولايات المتحدة ولكنه تحول إلى الديانة في سبعينيات القرن العشرين. انتقل هو وزوجته إلى زامبيا في أواخر سبعينيات القرن العشرين، حيث عمل في مدرسة وخدم في المجتمع البهائي هناك. ثم انتقلوا إلى بوتسوانا. شغل منصب المدير (الرئيس التنفيذي) لمدرسة ويستوود الدولية في جابورون، بوتسوانا من عام 1990 إلى عام 2000. خلال نفس الفترة خدم أيضًا في بعض مؤسسات الدين - تم تعيينه في معهد التدريب البهائي الدائم في بوتسوانا في مجلس إدارته (1996-2000) ومسؤول الشؤون الخارجية للجمعية الروحية الوطنية للبهائيين في بوتسوانا (1999-2000) ثم عاد إلى الولايات المتحدة.
شغلت شاهين لوكمان وزوجها عددًا من المناصب الطبية بما في ذلك في بوتسوانا. عمل لوكمان في مجال مرض السل في بوتسوانا. في زيارتها الأولى هناك في عام 1996، لفت انتباهها مرض آخر: فيروس نقص المناعة البشرية/الإيدز. وفي نهاية المطاف عمل كلاهما في أول تجربة سريرية للشراكة بين بوتسوانا ومعهد هارفارد لمكافحة الإيدز في عام 2000.
كان شون هينتون، أحد أعضاء منتدى قادة العمل التابع لمعهد أسبن، بمثابة الداعم والمحفز لمشروع التوعية بفيروس نقص المناعة البشرية/الإيدز المسمى Letsema la Itlotlo (الذي ابتكره والدا زوجته جيرالد ولالي وارين) بهدف تعزيز التغيير في السلوكيات التي تؤدي إلى انتشار فيروس نقص المناعة البشرية/الإيدز في بوتسوانا باستخدام التعاليم الثقافية التقليدية والقيم المرتبطة بالمعتقد الديني كقوى للتغيير في المواقف. وقد حصلنا على منحتين تأسيسيتين من شركة دي بيرز بوتسوانا ومن مكتب التنمية الاجتماعية والاقتصادية للمجتمع البهائي الدولي.
في عام 2009، قدمت لوكريشيا وارين، رئيسة الجمعية الروحية الوطنية للبهائيين في بوتسوانا وعضو سابق في مجلس المستشارين البهائيين القاري لأفريقيا، عرضًا في برلمان أديان العالم الثالث الذي عقد في ملبورن بأستراليا كعضو في حلقة نقاش حول "التواصل بين الأديان ومستقبل أفريقيا".

### التركيبة السكانية
تشير تقديرات جمعية أرشيفات بيانات الأديان (التي تعتمد بشكل أساسي على الموسوعة المسيحية العالمية ) إلى وجود حوالي 16500 بهائي في عام 2010. ومع ذلك فإن تعداد السكان الوطني لعام 2001 يشير إلى وجود ما يقرب من 700 بهائي. ويقدر أعضاء كل مجتمع أن هذه الأرقام أقل بكثير من أعدادهم الحقيقية.

## روابط خارجية
- الجماعة البهائية الوطنية في بوتسوانا